# Atletica leggera ai Giochi della VII Olimpiade - Corsa campestre individuale
La competizione della corsa campestre individuale di atletica leggera ai Giochi della VII Olimpiade si tenne il giorno 23 agosto 1920 allo Stadio Olimpico di Anversa.

## Risultati (km 8)
La gara si disputa sull'erba all'interno dello stadio.
È ufficializzato solo il tempo del primo classificato.
| Pos.    | Atleta                 | Nazione       | Tempo ufficiale | Tempo ufficioso |
| ------- | ---------------------- | ------------- | --------------- | --------------- |
| Oro     | Paavo Nurmi            | Finlandia     | 27'15"0         |                 |
| Argento | Eric Backman           | Svezia        |                 | 27'17"6         |
| Bronzo  | Heikki Liimatainen     | Finlandia     |                 | 27'37"0         |
| 4       | James Wilson           | Gran Bretagna |                 | 27'45"2         |
| 5       | Anton Hegarty          | Gran Bretagna |                 | 27'57"0         |
| 6       | Teodor Koskenniemi     | Finlandia     |                 | 27'57"2         |
| 7       | Julien Van Campenhout  | Belgio        |                 | 28'00"0         |
| 8       | Gaston Heuet           | Francia       |                 | 28'10"0         |
| 9       | Patrick Flynn          | Stati Uniti   |                 | 28'12"0         |
| 10      | Gustaf Mattsson        | Svezia        |                 | 28'16"0         |
| 11      | Hilding Ekman          | Svezia        |                 | 28'17"0         |
| 12      | Alfred Nichols         | Gran Bretagna |                 | 28'20"0         |
| 13      | Werner Magnusson       | Svezia        | n/d             | n/d             |
| 14      | Ilmari Vesamaa         | Finlandia     | n/d             | n/d             |
| 15      | Fred Faller            | Stati Uniti   | n/d             | n/d             |
| 16      | Max Böhland            | Stati Uniti   | n/d             | n/d             |
| 17      | Gustave Lauvaux        | Francia       | n/d             | n/d             |
| 18      | Eino Rastas            | Finlandia     | n/d             | n/d             |
| 19      | Christopher Vose       | Gran Bretagna | n/d             | n/d             |
| 20      | Albert Andersen        | Danimarca     | n/d             | n/d             |
| 21      | Joseph Servella        | Francia       | n/d             | n/d             |
| 22      | Walter Freeman         | Gran Bretagna | n/d             | n/d             |
| 23      | Hannes Miettinen       | Finlandia     | n/d             | n/d             |
| 24      | Lars Hedwall           | Svezia        | n/d             | n/d             |
| 25      | Julio Domínguez        | Spagna        | n/d             | n/d             |
| 26      | Larry Cummins          | Gran Bretagna | n/d             | n/d             |
| 27      | Henrik Sørensen        | Danimarca     | n/d             | n/d             |
| 28      | Jón Jónsen             | Danimarca     | n/d             | n/d             |
| 29      | Tommy Town             | Canada        | n/d             | n/d             |
| 30      | Knut Alm               | Svezia        | n/d             | n/d             |
| 31      | Edmond Brossard        | Francia       | n/d             | n/d             |
| 32      | Edmond Bimont          | Francia       | n/d             | n/d             |
| 33      | Henri Smets            | Belgio        | n/d             | n/d             |
| 34      | Lewis Watson           | Stati Uniti   | n/d             | n/d             |
| 35      | Julius Ebert           | Danimarca     | n/d             | n/d             |
| 36      | Aimé Proot             | Belgio        | n/d             | n/d             |
| 37      | François Vyncke        | Belgio        | n/d             | n/d             |
| 38      | Alexandros Kranis      | Grecia        | n/d             | n/d             |
| 39      | Panagiotis Trivoulidas | Grecia        | n/d             | n/d             |
| 40      | Bob Crawford           | Stati Uniti   | n/d             | n/d             |
| 41      | Pierre Trullemans      | Belgio        | n/d             | n/d             |
| 42      | Antoine Rivez          | Belgio        | n/d             | n/d             |
| -       | Amisoli Patisoni       | Stati Uniti   | Ritirato        | Ritirato        |
| -       | Artur Nielsen          | Danimarca     | Rit.            | Rit.            |
| -       | Joseph Guillemot       | Francia       | Rit.            | Rit.            |
| -       | Even Vengshoel         | Norvegia      | Rit.            | Rit.            |
| -       | Len Richardson         | Sudafrica     | Rit.            | Rit.            |